# Macropharyngodon kuiteri
Macropharyngodon kuiteri är en fiskart som beskrevs av Randall, 1978. Macropharyngodon kuiteri ingår i släktet Macropharyngodon och familjen läppfiskar. IUCN kategoriserar arten globalt som livskraftig. Inga underarter finns listade i Catalogue of Life.